# Trizay-Coutretot-Saint-Serge
Trizay-Coutretot-Saint-Serge è un comune francese di 485 abitanti situato nel dipartimento dell'Eure-et-Loir nella regione del Centro-Valle della Loira.

## Società

### Evoluzione demografica
Abitanti censiti